# Australia en los Juegos Olímpicos de Sídney 2000
Australia estuvo representada en los Juegos Olímpicos de Sídney 2000 por un total de 628 deportistas que compitieron en 34 deportes.  
El portador de la bandera en la ceremonia de apertura fue el jugador de baloncesto Andrew Gaze.

## Medallistas
El equipo olímpico australiano obtuvo las siguientes medallas:
| Nombre | Deporte               | Competición                        |
| --- | --------------------- | ---------------------------------- |
| Oro |                       |                                    |
| Cathy Freeman | Atletismo             | 400 m F                            |
| Brett Aitken Scott McGrory | Ciclismo en pista     | Madison M                          |
| Equipo | Hockey sobre hierba   | Torneo F                           |
| Phillip Dutton (House Doctor) Andrew Hoy (Darien Powers) Matthew Ryan (Kibah Sandstone) Stuart Tinney (Jeepster)                        | Hípica                | Concurso completo por eqs.         |
| Susie O'Neill | Natación              | 200 m libre F                      |
| Ian Thorpe | Natación              | 400 m libre M                      |
| Grant Hackett | Natación              | 1500 m libre M                     |
| Ian Thorpe Ashley Callus Chris Fydler Michael Klim                                                                                      | Natación              | 4 × 100 m libre M                  |
| Todd Pearson Ian Thorpe Bill Kirby Michael Klim                                                                                         | Natación              | 4 × 200 m libre M                  |
| Lauren Burns | Taekwondo             | –49 kg F                           |
| Michael Diamond | Tiro                  | Foso M                             |
| Simon Fairweather | Tiro con arco         | Individual M                       |
| Thomas King Mark Turnbull | Vela                  | 470 M                              |
| Jenny Armstrong Belinda Stowell | Vela                  | 470 F                              |
| Natalie Cook Kerri-Ann Pottharst | Vóley playa           | Torneo F                           |
| Equipo | Waterpolo             | Torneo F                           |
| Plata |                       |                                    |
| Jai Taurima | Atletismo             | Salto de longitud M                |
| Tatiana Grigorieva | Atletismo             | Salto con pértiga F                |
| Equipo | Baloncesto            | Torneo F                           |
| Gary Neiwand | Ciclismo en pista     | Keirin M                           |
| Michelle Ferris | Ciclismo en pista     | Contrarreloj F                     |
| Ji Wallace | Gimnasia en trampolín | Trampolín M                        |
| Andrew Hoy (Darien Powers) | Hípica                | Concurso completo ind.             |
| Ian Thorpe | Natación              | 200 m M                            |
| Kieren Perkins | Natación              | 1500 m M                           |
| Matt Welsh | Natación              | 100 m espalda M                    |
| Leisel Jones | Natación              | 100 m braza F                      |
| Michael Klim | Natación              | 100 m mariposa M                   |
| Susie O'Neill | Natación              | 200 m mariposa F                   |
| Matt Welsh Regan Harrison Geoff Huegill Michael Klim                                                                                    | Natación              | 4 × 100 m estilos M                |
| Giaan Rooney Petria Thomas Kirsten Thomson Susie O'Neill                                                                                | Natación              | 4 × 200 m libre F                  |
| Petria Thomas Leisel Jones Susie O'Neill Dyana Calub                                                                                    | Natación              | 4 × 100 m estilos F                |
| Daniel Collins Andrew Trim | Piragüismo            | K2 500 m M                         |
| Kate Slatter Rachael Taylor | Remo                  | Dos sin timonel (W2-) F            |
| Simon Burgess Anthony Edwards Darren Balmforth Robert Richards                                                                          | Remo                  | Cuatro sin timonel ligero (LM4-) M |
| Christian Ryan Alastair Gordon Nicholas Porzig Robert Jahrling Michael McKay Stuart Welch Daniel Burke Jaime Fernandez Brett Hayman (t) | Remo                  | Ocho con timonel (M8+) M           |
| Daniel Trenton | Taekwondo             | +80 kg M                           |
| Todd Woodbridge Mark Woodforde | Tenis                 | Dobles M                           |
| Russell Mark | Tiro                  | Doble foso M                       |
| Michellie Jones | Triatlón              | Individual F                       |
| Darren Bundock John Forbes | Vela                  | Tornado M                          |
| Bronce |                       |                                    |
| Shane Kelly | Ciclismo en pista     | Contrarreloj M                     |
| Bradley McGee | Ciclismo en pista     | Persecución ind. M                 |
| Sean Eadie Darryn Hill Gary Neiwand | Ciclismo en pista     | Velocidad por eqs. M               |
| Equipo | Hockey sobre hierba   | Torneo M                           |
| Maria Pekli | Judo                  | –57 kg F                           |
| Matt Welsh | Natación              | 200 m espalda M                    |
| Geoff Huegill | Natación              | 100 m mariposa M                   |
| Justin Norris | Natación              | 200 m mariposa M                   |
| Petria Thomas | Natación              | 200 m mariposa F                   |
| Katrin Borchert | Piragüismo            | K1 500 m F                         |
| Matthew Long James Tomkins | Remo                  | Dos sin timonel (M2-) M            |
| James Stewart Benjamin Dodwell Geoffrey Stewart Boden Hanson                                                                            | Remo                  | Cuatro sin timonel (M4-) M         |
| Robert Newbery Dean Pullar | Saltos                | Trampolín 3 m sincronizado M       |
| Rebecca Gilmore Loudy Tourky | Saltos                | Plataforma 10 m sincronizada F     |
| Equipo | Sóftbol               | Torneo F                           |
| Annemarie Forder | Tiro                  | Pistola de aire 10 m F             |
| Michael Blackburn | Vela                  | Laser M                            |